# John Zorn

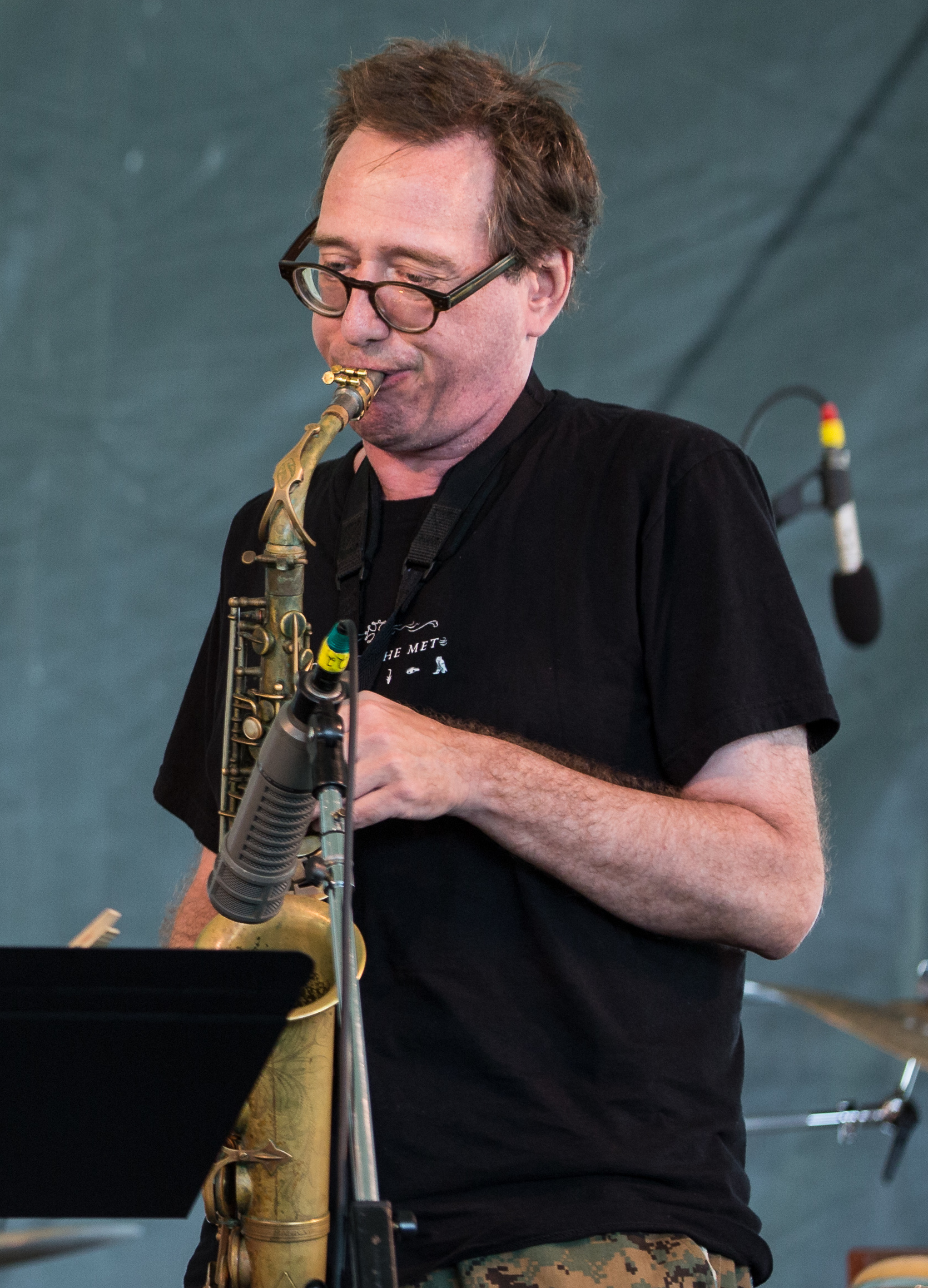
John Zorn (2014)

John Zorn (* 2. September 1953 in New York City) ist ein US-amerikanischer Komponist, Bandleader und Multi-Instrumentalist. Außerdem arbeitet er als Musikproduzent, ist Inhaber des Plattenlabels Tzadik und des Veranstaltungslokals The Stone in Manhattan und hat mit vielen experimentellen Musikern zusammengearbeitet, insbesondere im Bereich Neue Musik und im Jazz.

## Biographie
Zorn lernte als Kind Klavier, Gitarre und Flöte. Während seines Studiums am Webster College erhielt er außerdem, beeinflusst durch Anthony Braxton und seinen dortigen Lehrer Oliver Lake, eine Ausbildung als Saxophonist. Anfänglich eher an Neuer Musik interessiert, wandte er sich in den 1970er Jahren dem Jazz zu. Er brach die formale Ausbildung ab und kehrte auf dem Umweg über die Westküste nach New York zurück, um sich im Umfeld der Musikszene der Lower East Side auf musikalische Projekte zu konzentrieren. Er verdiente sich während dieser Zeit seinen Lebensunterhalt unter anderem mit Arbeit in einem Schallplattenladen.
Zu seinen frühen Einflüssen gehört, neben Braxton, Eugene Chadbourne und Ornette Coleman, auch Karlheinz Stockhausen. Zorns Musik ist charakterisiert durch die Verarbeitung zahlreicher musikalischer Stile aus verschiedensten Quellen, darunter Filmmusik zu Zeichentrickfilmen, Free Jazz, Hardcore und jüdische Folklore. Zorn kombiniert dabei oft kurze musikalische Sequenzen in collagenartiger Form, teilweise in rasanter Abfolge. 1975 gründete er sein Theatre of Musical Optics und begann zunächst die Zusammenarbeit mit Chadbourne, Tom Cora, Wayne Horvitz, Polly Bradfield und LaDonna Smith. Internationale Anerkennung erreichte er in den 1980ern. Während des nächsten Jahrzehnts arbeitete er sowohl in New York als auch in Tokio, wo er viele Werke schrieb und aufführte. 1998 produzierte er das Album 1930 des japanischen Noise-Künstlers Merzbow.
Zorn bekennt sich seit den 1990er Jahren explizit zu seiner jüdischen Herkunft und verarbeitet in einigen seiner Projekte traditionell jüdische Elemente. Er gründete 1995 das Plattenlabel Tzadik. Dabei formulierte er eine neue sogenannte „Radical Jewish Culture“ und verabschiedete ein Manifest über das radikale Judentum seiner Musik. Als Leitmotiv der Radical Jewish Culture gilt ein Zitat des jüdischen Religionshistorikers Gershom Scholem:

„Es gibt ein Leben der Tradition, in dem es nicht allein um konservatives Bewahren geht, um die konstante Fortführung der spirituellen und kulturellen Güter einer Gemeinschaft. Es gibt auch so etwas wie eine Schatzsuche in der Tradition, die eine lebendige Beziehung zur Tradition herstellt und der vieles von dem verpflichtet ist, was im gegenwärtigen jüdischen Bewusstsein am besten ist - selbst wenn es außerhalb des orthodoxen Rahmens ausgedrückt wurde und ausgedrückt wird.“

2006 war er MacArthur Fellow. 2007 war er Preisträger der ökumenischen Stiftung Bibel und Kultur für Bibel und Musik. Im Jahr 2014 erhielt Zorn von dem New England Conservatory of Music eine Ehrendoktorwürde.

## Musikalisches Werk

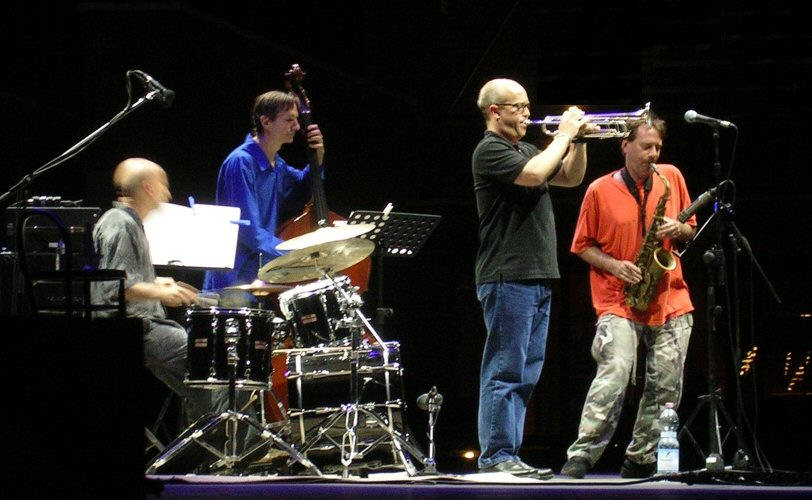
John Zorn (ganz rechts) mit seiner Band Masada: Joey Baron (dr), Greg Cohen (b), Dave Douglas (tr); Rom 24. Juli 2005

Das musikalische Werk von John Zorn wurde von Günther Huesmann in dem von Joachim-Ernst Berendt begründeten Jazzbuch in acht grobe Kategorien eingeteilt:
1. Die freie Improvisation, der sich Zorn u. a. auf den Classic Guide to Strategy-Alben und in seiner Zusammenarbeit mit dem Posaunisten Jim Staley widmete. Auf diesen Aufnahmen nutzte er sog. duck calls (Lockpfeifen).
2. Game pieces: improvisationsfreundlich gestaltete Werke, die nicht auf einer notierten Partitur beruhen, sondern bei denen die einzelnen Musiker mittels einer festgelegten Zeichensprache die Entwicklung des Kompositionsablaufs beeinflussen können. Zu den wichtigsten game-pieces-Alben gehören die frühen Parachute-Werke Lacrosse und Hockey sowie die Cobra-Serie, bei der ein in Instrumentierung und Anzahl der Musiker variables Ensemble durch von wechselnden „Dirigenten“ hochgehaltene Karten „Anweisungen“ erhält, die von den Musikern spontan interpretiert und umgesetzt werden. Beeinflusst wurde Zorn hierbei von den aleatorischen Werken der Neuen Musik (z. B. von John Cage, Karlheinz Stockhausen oder Pierre Boulez).
3. File card pieces: bei dieser Klasse von Zorns Werken bekommen die beteiligten Musiker assoziative Anweisungen, die auf Karteikarten (file cards) festgehalten werden. Zu den bedeutendsten Werken dieser Kategorie gehören Godard und Spillane. Dabei waren die Atmosphäre der Nouvelle Vague bzw. des Film noir das Element, das die ansonsten sehr eklektischen Kompositionen zusammenhalten sollte.
4. Naked City, eine Band, mit der Zorn die file-card-Ästhetik des rasanten Stilwechsels live verwirklichen konnte. Die anderen Mitglieder der Band waren Bill Frisell, Wayne Horvitz, Fred Frith und Yamatsuka Eye. Ihre Musik verband in sehr dichten Stücken Elemente zahlreicher verschiedener Genres, entwickelte sich mit der Zeit aber immer weiter in die Hardcore-Richtung.
5. Verbindung von Hardcore und Free Jazz: die Verbindung dieser beiden Genres (manchmal Jazzcore genannt) war für Zorn laut eigener Aussage eine ähnliche Schock-Situation wie die Wirkung der Musik seines Idols Ornette Coleman in den 50er Jahren. So spielt er mit mehreren Ensembles (u. a. das späte Naked City, Painkiller oder zuletzt das Moonchild Trio) eine Mischung aus Free Jazz, Hardcore, Punk, Noise und Death Metal. Oft wurden Veröffentlichungen aus dieser Kategorie von Kontroversen begleitet, weil Zorn den Stücken obszöne Titel gab und die Coverhüllen der CDs mit explizit grausamen Bildern versah.
6. Tribute an die Größen der Jazztradition: Zorn präsentierte im Verlauf seiner Karriere Hommagen an so unterschiedliche Jazz-Musiker wie Ornette Coleman, Hank Mobley, Lee Morgan und Sonny Clark. Dabei grenzt er sich entschieden von der traditionalistischen Bewegung im Jazz um Wynton Marsalis ab, die er gar als „rassistisch“ bezeichnete.[7]
7. Neue Musik: insbesondere in den 1990er Jahren entstanden mehrere Kompositionen, die Zorn für klassische Konzertmusik-Ensembles schrieb. Dazu gehören u. a. die Alben Angelus Novus und Chimeras.
8. Radical Jewish Culture: seit Anfang der 90er Jahre widmet sich Zorn zunehmend intensiv der künstlerischen Verarbeitung seiner jüdischen Wurzeln. So entstanden die inzwischen drei Masada Songbooks sowie die Bewegung der Radical Jewish Culture, gleichzeitig auch der Name einer entsprechenden Reihe auf Zorns Plattenlabel Tzadik.

Zorn komponierte auch viele Filmsoundtracks, u. a. für Martina Kudláčeks Dokumentarfilme Im Spiegel der Maya Deren (2001) oder Notes on Marie Menken (2006) und arbeitete für Orchester und Ensembles wie z. B. das Kronos Quartet.
Auf seinen Musiklabels Tzadik und Avant hat er eine große Fülle von Alben eingespielt und produziert. Sehr viele Werke, die unter Zorns Namen veröffentlicht werden, wurden von ihm lediglich komponiert. So schrieb er mindestens vier verschiedene Songbooks: das Mitte der 90er Jahre entstandene erste Masada-Songbook (205 Titel), Book of Angels (2004; 316 Titel), Book Beriah (2009) und The Bagatelles (2015; 300 Titel). Sie werden nach und nach von verschiedensten Musikern vertont, sowohl von Angehörigen der New Yorker Downtown-Szene als auch von Anderen, z. B. Pat Metheny.
Insbesondere das frühe Schaffen von Zorn – die game pieces, file-card pieces, Naked City – zeichnen sich durch „Maximalismus“ aus, in expliziter Opposition zum damals in der Konzertmusik vorherrschenden Minimalismus. Zorns Kompositionen aus dieser Zeit bestehen oft aus kurzen, sprunghaft wechselnden Versatzstücken, die auf unterschiedliche Musiktraditionen (einschließlich Popmusik und von Animationsfilm-Musik inspirierte Elemente) zurückgreifen. Auch kam in seiner Musik bis in die 1990er hinein Melodie als Strukturelement kaum vor – dies änderte sich vor allem durch das Masada-Quartett, mit dem er in diesem Kontext auch erstmals wieder Jazz spielte.
In der Ausgabe des Jazzbuch von 2011 wird John Zorn als der herausragende und einflussreichste Jazzmusiker der Gegenwart bezeichnet. Diese Einschätzung ist aber sehr umstritten, weil Zorns Musik sich nicht in erster Linie aus der afro-amerikanischen Musiktradition herleitet. Vielmehr stellt diese nur einen Einfluss unter vielen dar. Zorn lehnt die Bezeichnung Jazzmusiker für sich selbst rigoros ab.
Eine sehr große Rolle in Zorns Schaffen spielt die Verknüpfung von Musik mit visueller Kunst, einschließlich der Album-Cover, die oft zu Kontroversen führten. Bei der Erstellung der Cover für seine Tzadik-Veröffentlichung arbeitet Zorn mit der Designerin Chippy (Heung Heung Chin) zusammen. Der Künstler selbst sagt zur Bedeutung des Visuellen in seiner Kunst:

„I think that the visual nature of a presentation in a package is very important, and I love working on it. (…) And I am addicted to the connection of visual with sound. (…) To me, they are intrinsically connected.“

## Auswahl wichtiger Alben

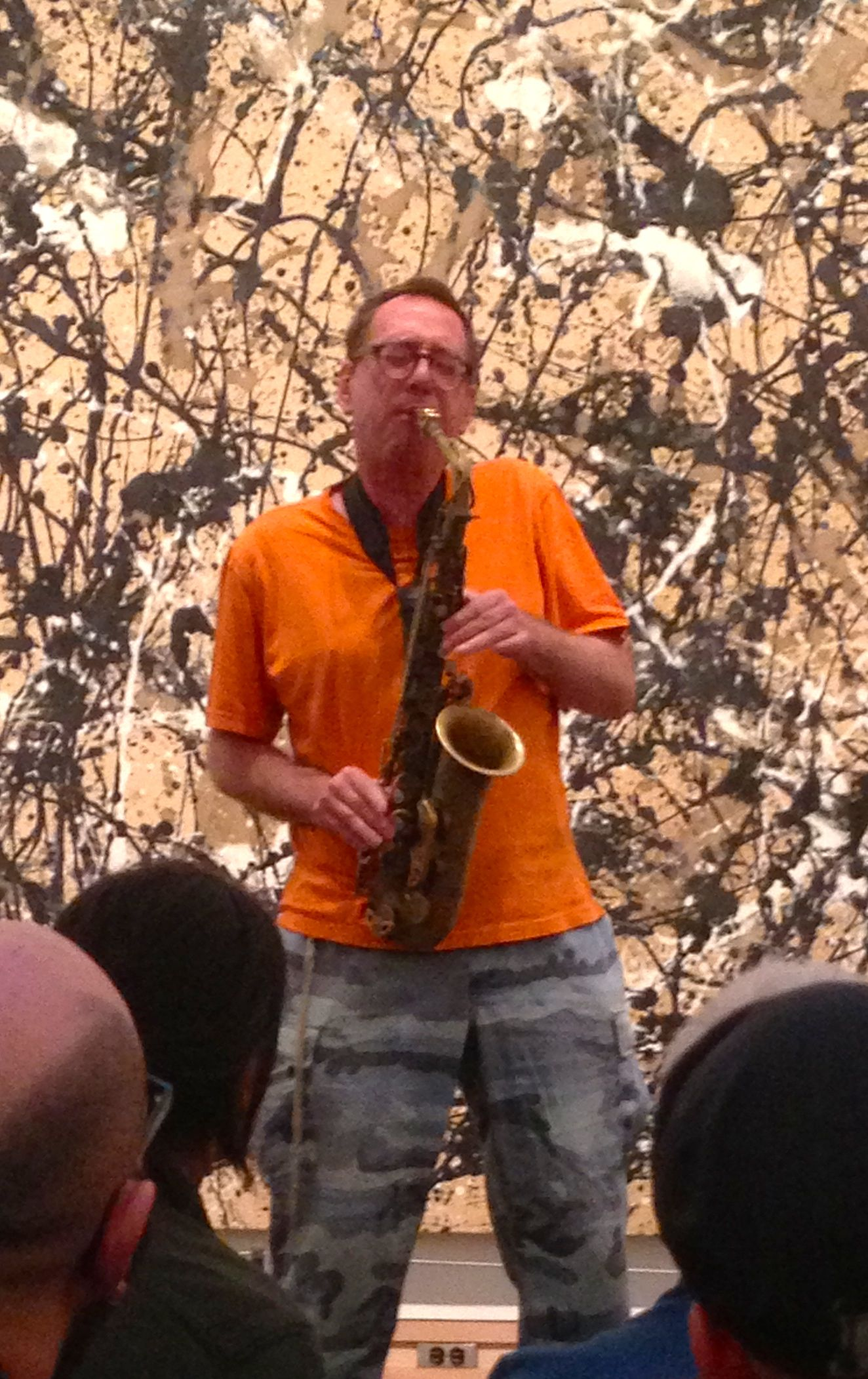
John Zorn, September 2013

- 1983: Locus Solus (Tzadik) mit Wayne Horvitz, Arto Lindsay
- 1985: The Big Gundown (Tzadik) mit Tim Berne, Bill Frisell, Big John Patton, Toots Thielemans, Vernon Reid, Shelley Hirsch
- 1987: Spillane (Nonesuch) mit Bill Frisell, Albert Collins, Ronald Shannon Jackson, Melvin Gibbs und dem Kronos Quartet
- 1988: Spy Vs. Spy (Elektra/Musician) mit Tim Berne, Mark Dresser, Joey Baron
- 1992: Kristallnacht (Tzadik) mit Mark Feldman, Marc Ribot, Anthony Coleman, Mark Dresser
- 1992: Live at the Knitting Factory (Knitting Factory Works) mit Doug Wieselman, Myra Melford, Marc Ribot
- 1994: Masada: Alef (DIW) mit Dave Douglas, Greg Cohen, Joey Baron
- 1996: Bar Kokhba (Tzadik) mit Dave Douglas, Chris Speed, John Medeski, Anthony Coleman, Mark Feldman, Greg Cohen, Mark Dresser
- 1997: Filmworks Vol. VIII: 1997 (Tzadik) mit Masada String Trio, Marc Ribot, Anthony Coleman, Cyro Baptista, Kenny Wollesen
- 1997: Live in Jerusalem (Tzadik) mit Dave Douglas, Greg Cohen, Joey Baron
- 1998: Downtown Lullaby (Depth of Field) mit Elliott Sharp, Wayne Horvitz, Bobby Previte
- 2000: Masada: Live in Sevilla 2000 (Tzadik) mit Dave Douglas, Greg Cohen, Joey Baron[13]

### Videoalben
- Claudia Heuermann: A Bookshelf on Top of the Sky: 12 Stories about John Zorn (Doku)
- Antonio Ferrera: Masada Live at Tonic 1999
- Claudia Heuermann: Sabbath in Paradise

### Lexikografische Einträge
- Carlo Bohländer, Karl Heinz Holler, Christian Pfarr: Reclams Jazzführer. 4., durchgesehene und ergänzte Auflage. Reclam, Stuttgart 1990, ISBN 3-15-010355-X.
- Martin Kunzler: Jazz-Lexikon. Band 2: M–Z (= rororo-Sachbuch. Bd. 16513). 2. Auflage. Rowohlt, Reinbek bei Hamburg 2004, ISBN 3-499-16513-9.
- Richard Cook: Jazz Encyclopedia. Penguin, London 2006, ISBN 978-0-14-102646-6.